# Treno Alta Velocita
Treno Alta Velocità SpA je društvo koje je u vlasništvu Talijanskih željeznica (RFI), zaduženo za planiranje i konstrukciju linija velike brzine uzduž talijanskih najzasićenijih transportnih koridora. Te linije se često nazivaju TAV linije.

## Svrha
Svrha TAV konstrukcije je povećanje putnih mogućnosti uzduž talijanskih najzasićenijih i najkorištenijih željezničkih linija i dodavanje pruga na te linije. Jedan od ciljeva projekta je pretvorba željezničke mreže u moderan sustav visoke tehnologije putničkog prijevoza u skladu s osvježenim europskim standardima. Druga svrha je uvođenje željeznice velike brzine u zemlju i najvažnije koridore. Uzima se u obzir i poboljšanje vremena putovanja, frekvencija vlakova i sigurnost. Kada se oslobodi kapacitet na normalnim linijama otvaranjem pruge velike brzine, te konvencionalne linije se koriste prvotno za regionalni promet malim brzinama i teretni promet. Kada se sagledaju te ideje, talijanska mreža se može integrirati s drugim europskim mrežama, najviše s Francuskim TGV, Njemačkim ICE i španjolskim AVE sustavom.

## Vozni park
Eurostar Italija je sustav vlakova visoke kvalitete, kojima upravlja Trenitalia na željezničkim linijama koje spajaju glavne talijanske gradove.
Razni tipovi vlakova velike brzine, koji pripadaju u 3 glavne obitelji, pružaju uslugu:
- ETR 500 (ElettroTreno 500 - nije nagibni vlak, brzina do 300 km/h) koristi ga Eurostar Italia.
- ETR 450, ETR 460, ETR 480 (nagibni vlak, brzina do 250 km/h) za druge usluge, koristi ga Eurostar Italia.
- ETR 470 (nagibni vlak, brzina do 250 km/h) čiji je operator Cisalpino AG Company za prostor Italija - Švicarska.

Do 2011., Nuovo Trasporto Viaggiatori planira korištenje nove generacije TGV vlakova, takozvane Automotrices à grande vitesse (AGV).

## Poveznice
- vlak velike brzine
- Italija

## Vanjske poveznice
- Službena TAV stranica  Arhivirana inačica izvorne stranice od 10. srpnja 2007. (Wayback Machine)
- Lyon Turin Ferroviaire  Arhivirana inačica izvorne stranice od 21. siječnja 2009. (Wayback Machine)
- GEIE-BBT Brenner Basistunnel
- Stretto di Messina
- AlpTransit.ch
- Eurostar Italia Alta Velocità  Arhivirana inačica izvorne stranice od 20. prosinca 2006. (Wayback Machine)